# ساتشا غورس
ساتشا غورس (بالألمانية: Sascha Görres)‏ هو لاعب كرة قدم ألماني في مركز الدفاع، ولد في 27 فبراير 1980 في فلنسبورغ في ألمانيا. لعب مع ريتشموند كيكرز.